# 吉町太郎一
吉町 太郎一（よしまち たろういち、1873年-1961年）は、日本の橋梁工学者。材料工学者・研究者。代表作に旭橋など。
九州帝国大学工学部長、北海道帝国大学工学部長、室蘭工業専門学校（現・室蘭工業大学)学長を歴任した。
師は、廣井 勇。

## 経歴
青森県に生まれ、弘前市新寺町出身、藩士吉町官助の子。幼にして父に随い上京。苦学力行して第一高等学校から東京帝国大学工学部に入学。金属学を専攻して、1898年に卒業。同時に同学部助教授になり、1901年に欧州へ留学。1904年に帰朝して、名古屋高等工業学校教授、転じて九州帝国大学工学部教授となった。1924年に北海道帝国大学に工学部設立のさい迎えられて同学部教授。ついで同学部長となり、1936年退官して北海道大学名誉教授の称号をうけた。1939年には室蘭工業専門学校（現・室蘭工業大学）初代学長に1943年まで就任した。

## 著書
『鋼橋の理論と計算』1951年 吉町博士著書刊行委員会 (北海道開発局土木試験所内)